# Osmia distincta
Osmia distincta är en biart som beskrevs av Cresson 1864. Den ingår i släktet murarbin och familjen buksamlarbin. Inga underarter finns listade i Catalogue of Life.

## Beskrivning
Honan är blå över hela kroppen med blekgul behåring på huvud och mellankroppen, övergående till rent vit på bakkroppen, inklusive buksidans scopa. På första tergiten är honans päls lång och kraftig, men helt kort på de följande. Hanen är mörkt olivgrön på huvud och mellankropp, mera blågrön på bakkroppen. Behåringen är som hos honan; dock har hanen kraftig behåring på ansiktets nedre del och på mellankroppen. Honan är omkring 9 mm lång, hanen 7 till 8 mm.

## Utbredning
Utbredningsområdets norra gräns går från North Dakota i USA till Ontario i Kanada och vidare till New England, medan sydgränsen sträcker sig från Colorado till Tennessee och North Carolina.

## Ekologi
Osmia distincta är polylektisk, den flyger till blommande växter från många olika familjer, som grobladsväxter (penstemonsläktet), rosväxter (hallonsläktet), ärtväxter (klöversläktet), strävbladiga växter (blåeld), ljungväxter (odonsläktet), kransblommiga växter (anisisop) samt grobladsväxter (indiansporre). Flygperioden varar från mars till juli.
Som alla murarbin är arten solitär, honan står för hela omsorgen om sin avkomma.